# Opolo
Opolo, gelegentlich auch Opol, ist die kroatische Bezeichnung für einen roséähnlichen Wein. Weine dieses Typs werden überall an der dalmatinischen Küste und auf vielen dalmatinischen Inseln hergestellt, aus der Weinbauregion Mittel- und Süddalmatien stammen solche mit kontrollierter Herkunftsbezeichnung. Der Name leitet sich von kroatisch pol = halb ab, also ein Wein, der halb Rotwein, halb Weißwein ist, auch wenn er ausschließlich aus Rotweinsorten gekeltert wird. 
Die heute in Kroatien durchaus übliche Bezeichnung Rosé (kroat.  Roze) war lange Zeit nicht gebräuchlich. Zwischen einem Opolo und einem Roze wird manchmal differenziert, häufiger jedoch werden die beiden Bezeichnungen als Synonym aufgefasst. 
In Kroatien war die Herstellung von Rosés nicht sehr verbreitet. Erst in letzter Zeit kommt dieser Weintyp – modernen Geschmackstrends folgend – verstärkt in den Handel. Heute haben viele Kellereien auch einen Rosé im Angebot. In den dalmatinischen Rotweingebieten wurden jedoch immer auch für dalmatinische Begriffe leichte und säurereiche Rotweine gekeltert, die von früher gelesenen Trauben stammten, die bedeutend kürzer auf Maische lagen als die der meist schweren, traditionell ausgebauten Rotweine. In Hinblick auf die Vinifizierung sind sie mit einem Clairet vergleichbar. Sie dienten vor allem als Haustrunk und kamen kaum in den Handel. Sie waren einem Rosé ähnlich, tendierten aber doch stärker zu einem hellen, leichten Rotwein als zu einem klassischen Rosé. In dieser Tradition stehen die jetzt von einigen Kellereien angebotenen Opolos. 
Ein Opolo kann aus einigen der vielen kroatischen roten Rebsorten hergestellt werden. Reinsortig besteht er vor allem aus vor der Vollreife gelesenen Trauben der Plavač mali, der Babič oder der Babiča. Viel häufiger jedoch sind Opolos Cuveés aus unterschiedlichen einheimischen Sorten, in neuerer Zeit auch Verschnitte mit internationalen Reben wie etwa Syrah, Merlot oder Cabernet Sauvignon.
Aufgrund der unterschiedlichen Zusammensetzung der Moste lassen sich weder die Qualität noch die sensorische Charakteristik eines Opolos einheitlich beschreiben. Oft ist ein Opolo ein einfacher, frischer Begleiter zu fast jeder dalmatinischen Speise, insbesondere aber zu gegrilltem Fleisch oder Fisch. Immer häufiger aber sind diese Weine bemerkenswerte Produkte, die als Qualitätswein mit kontrollierter Herkunftsbezeichnung etikettiert sein können (Kvalitetno Vino / Kontroliranim Zemljopisnim Podrijetlom). Üblicherweise sind sie von heller rötlichbrauner oder bernstein-rötlicher Farbe, zuweilen, weisen sie auch einen leichten Orangeton auf. Für einen Rosé eher alkoholstark, liegt ihr Alkoholgehalt bei 12–13 Volumenprozent, also meist unter dem der in den gleichen Gebieten gekelterten Rotweine. Gelungene Produkte sind körperreich und weich, zuweilen auch samtig; sie werden trocken oder halbtrocken ausgebaut und weisen im Idealfall eine deutliche, aber nicht dominierende Säurestruktur auf. Obwohl einige Opolos eine gewisse Lagerfähigkeit aufweisen, sollten sie doch jung und moderat gekühlt getrunken werden. Opolos  aus der Gegend um Primošten, vor allem aber solche aus der Region um Kaštela gelten als besonders erwähnenswerte Produkte.  Dort wird häufig die sehr seltene Rotweinrebe Ljutun als Säureträger mit verschiedenen  Reben wie Babič und Babiča, besonders aber mit der Crljenak kaštelanski  verschnitten. Crljenak kaštelanski ist mit der amerikanischen Zinfandel identisch, aus der unter anderem ein berühmter Rosé und ein Blush, der White Zinfandel und der Blush Zinfandel gekeltert werden.